# Fadogiella
Fadogiella é um género botânico pertencente à família Rubiaceae.